# Афанасово (Щёлковский район)
Афанасово — деревня в Щёлковском районе Московской области России, входит в состав городского поселения Фряново. Население — 13 чел. (2010).

## География
Деревня Афанасово расположена на северо-востоке Московской области, в северо-восточной части Щёлковского района, у границы с Владимирской областью, примерно в 58 км к северо-востоку от Московской кольцевой автодороги и 43 км к северо-востоку от одноимённой железнодорожной станции города Щёлково, по правому берегу реки Грязевки бассейна Клязьмы.
В 2 км восточнее деревни проходит Московское большое кольцо А108, в 7 км к югу — Фряновское шоссе Р110, в 24 км к юго-западу — Московское малое кольцо А107, в 21 км к северо-западу — Ярославское шоссе М8. Ближайшие населённые пункты — деревни Бобры и Хлепетово.
В деревне три улицы — Новая, Овражная и Центральная.

## Население
| 1833 | 1850 | 1857 | 1859 | 1905 | 1926 | 2002 |
| ---- | ---- | ---- | ---- | ---- | ---- | ---- |
| 238  | ↘231 | ↗238 | ↗251 | ↗313 | ↗360 | ↘6   |
| 2006 | 2010 |      |      |      |      |      |
| ↗7   | ↗13  |      |      |      |      |      |

## История
В деревне Афанасово Александровского уезда Владимирской губернии в 1857 году насчитывалось 35 дворов, жители деревни, коих по восьмой ревизии 1833 года было 238 (118 мужчин, 120 женщин), а по девятой 1850 года — 231 (110 мужчин, 121 женщина), помимо земледелия, занимались плотничьим ремеслом.
В «Списке населённых мест» 1862 года — казённая деревня 1-го стана Александровского уезда Владимирской губернии между Троицким торговым и Александровско-Киржачским почтовым трактами, в 28 верстах от уездного города и 28 верстах от становой квартиры, при речке Грязивке, с 43 дворами и 251 жителем (119 мужчин, 132 женщины).
По данным на 1905 год — деревня Ботовской волости Александровского уезда с 51 двором и 313 жителями.
По материалам Всесоюзной переписи населения 1926 года — центр Афанасовского сельсовета Аксёновской волости Богородского уезда Московской губернии в 10 км от Фряновского шоссе и 26 км от станции Сергиево Северной железной дороги, проживало 360 жителей (166 мужчин, 194 женщины), насчитывалось 64 хозяйства (63 крестьянских).
С 1929 года — населённый пункт Московской области в составе:
- Афанасовского сельсовета Щёлковского района (1929—1954)[14],
- Рязанцевского сельсовета Щёлковского района (1954—1959, 1960—1963, 1965—1994)[15][16][17],
- Рязанцевского сельсовета Балашихинского района (1959—1960)[15][18],
- Рязанцевского сельсовета Мытищинского укрупнённого сельского района (1963—1965)[19],
- Рязанцевского сельского округа Щёлковского района (1994—2006)[17],
- городского поселения Фряново Щёлковского муниципального района (2006 — н. в.)[20][21].